# 稲荷前古墳群
稲荷前古墳群（いなりまえこふんぐん）は、神奈川県横浜市青葉区大場町にある古墳群。狭い範囲に様々な形の古墳（前方後方墳・前方後円墳・円墳・方墳・横穴墓）が密集し「古墳の博物館」とも称されたが、現在は3基が残るだけである。神奈川県指定史跡に指定されている。

## 概要

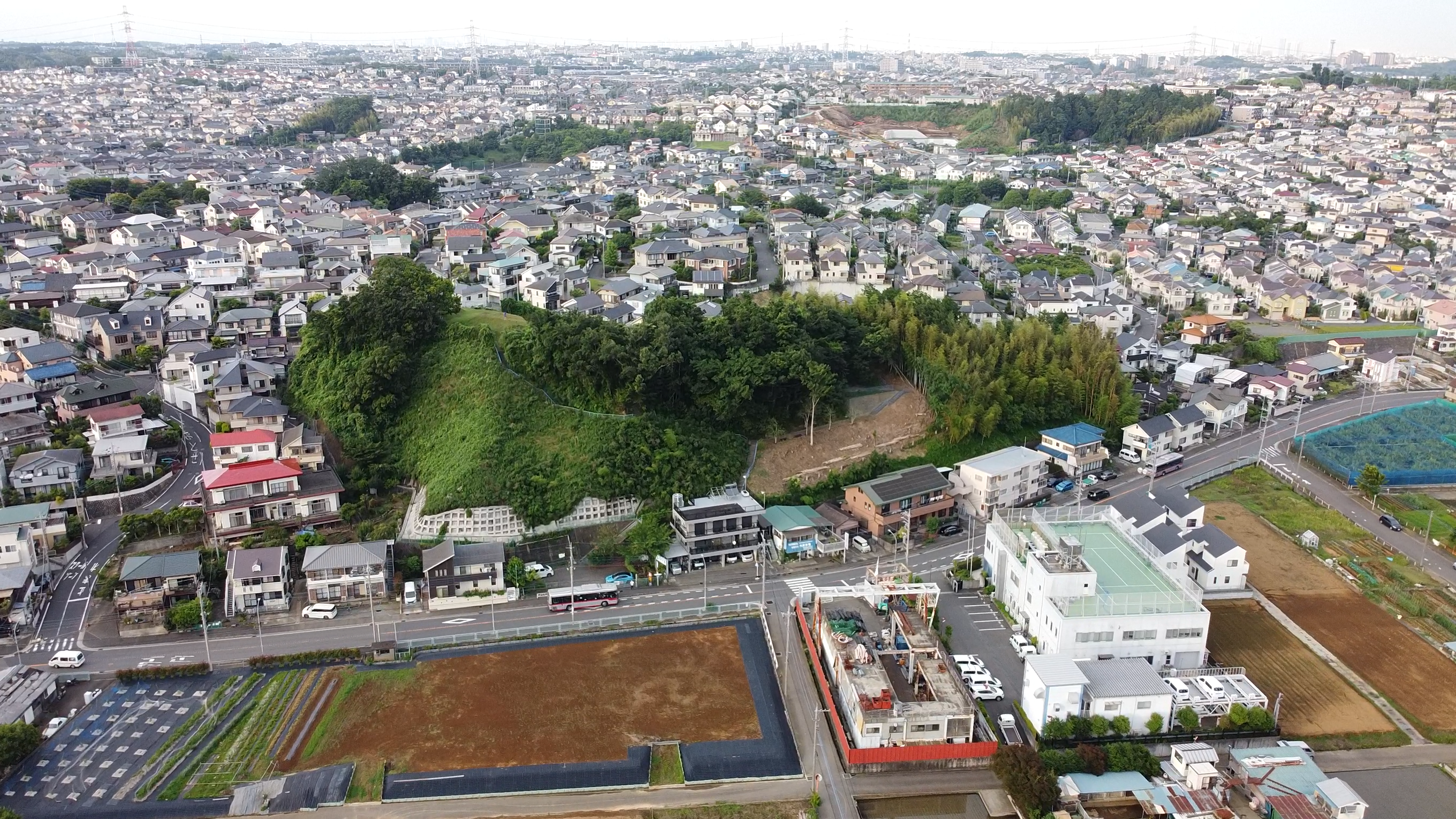
開発された住宅地に囲まれる稲荷前古墳群

最寄り駅は東急田園都市線市が尾駅。横浜上麻生道路に面した丘の上にある。
古墳時代の4世紀から7世紀に、谷本川（鶴見川）の流域に広がる都筑を有力な首長が治め、大和政権との繋がりも持った。市ケ尾町では稲荷前古墳群以外にも朝光寺原古墳群や市ヶ尾横穴墓群など、多くの古墳や横穴墓が見つかっている。これらの古墳は、この地域を治めた歴代首長と一族の墓である。
1965年（昭和40年）、高度経済成長の波が押し寄せる中で、横浜市六大事業の一つ港北ニュータウン計画が発表され、1966年（昭和41年）には田園都市線が開通し、横浜北部の山野は大規模開発による住宅地化が進行していた。稲荷前古墳群が位置する緑区（現在は青葉区）大場町は、港北ニュータウンの地域ではないが、田園都市線開通の影響で沿線の宅地整備が始められ、稲荷前古墳群はこの住宅地造成中の1967年（昭和42年）6月15日に発見された。
考古学者の甘粕健や岡本勇らを中心とした遺跡調査会（横浜市北部埋蔵文化財調査委員会の調査団）が、迫り来る開発から古墳を守る目的で1967年（昭和42年）8月と、1969年（昭和44年）2月20日から3月31日にかけて発掘調査を行った。結果前方後円墳2基（1号墳・6号墳）・前方後方墳1基（16号墳）・円墳4基・方墳3基の計10基の古墳と横穴墓9基が見つかり『古墳の博物館』の異名を得た。
鶴見川上流ではあまり見つかっていなかった前方後円墳や前方後方墳が築造された貴重な古墳群として保存運動も巻き起こったが、当時の飛鳥田一雄市長は、現地を視察した際に「イワシの頭まで残せといってもねぇ」と発言するなど保存に積極的ではなく、また前方後円墳の1号墳は、造成工事で墳丘の周囲が際まで削り落とされ絶壁化したことで物理的に保存が難しくなった。当時、発掘調査に参加していた元島根大学教授の田中義昭（島根県雲南市文化財保護審議会副会長）は、これを保存を断念せざるを得ない状況にしたい開発業者側の意図的な措置だったと自著で述べている。結局大部分が破壊され住宅地と化した。
現在は前方後方墳の16号墳と、方墳の15号・17号墳の3基が保存されている。1970年（昭和45年）3月24日に神奈川県の史跡に指定された。面積は8056.63m2、所有者等（寄託先・管理団体等）は横浜市である。

## 写真

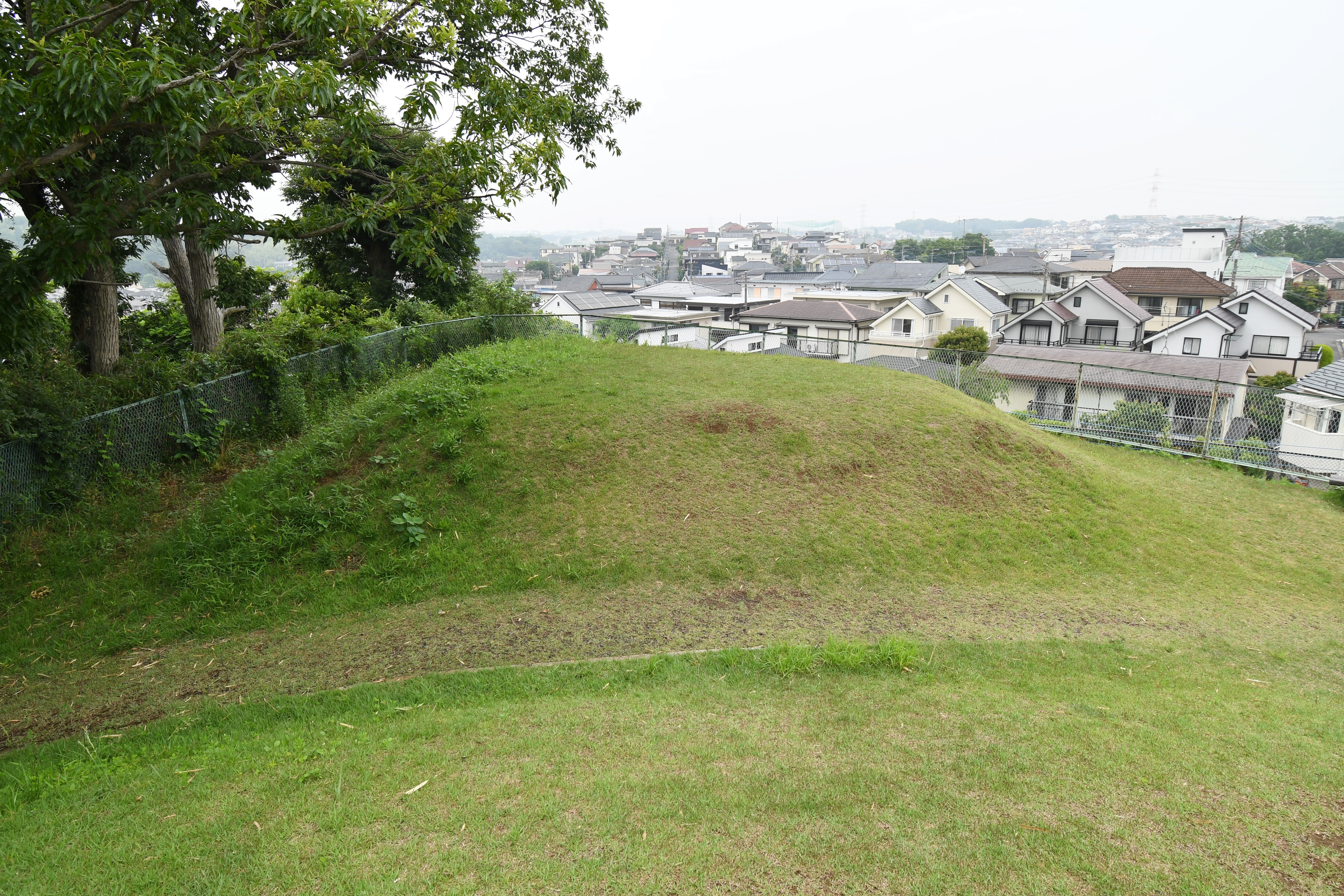
15号墳
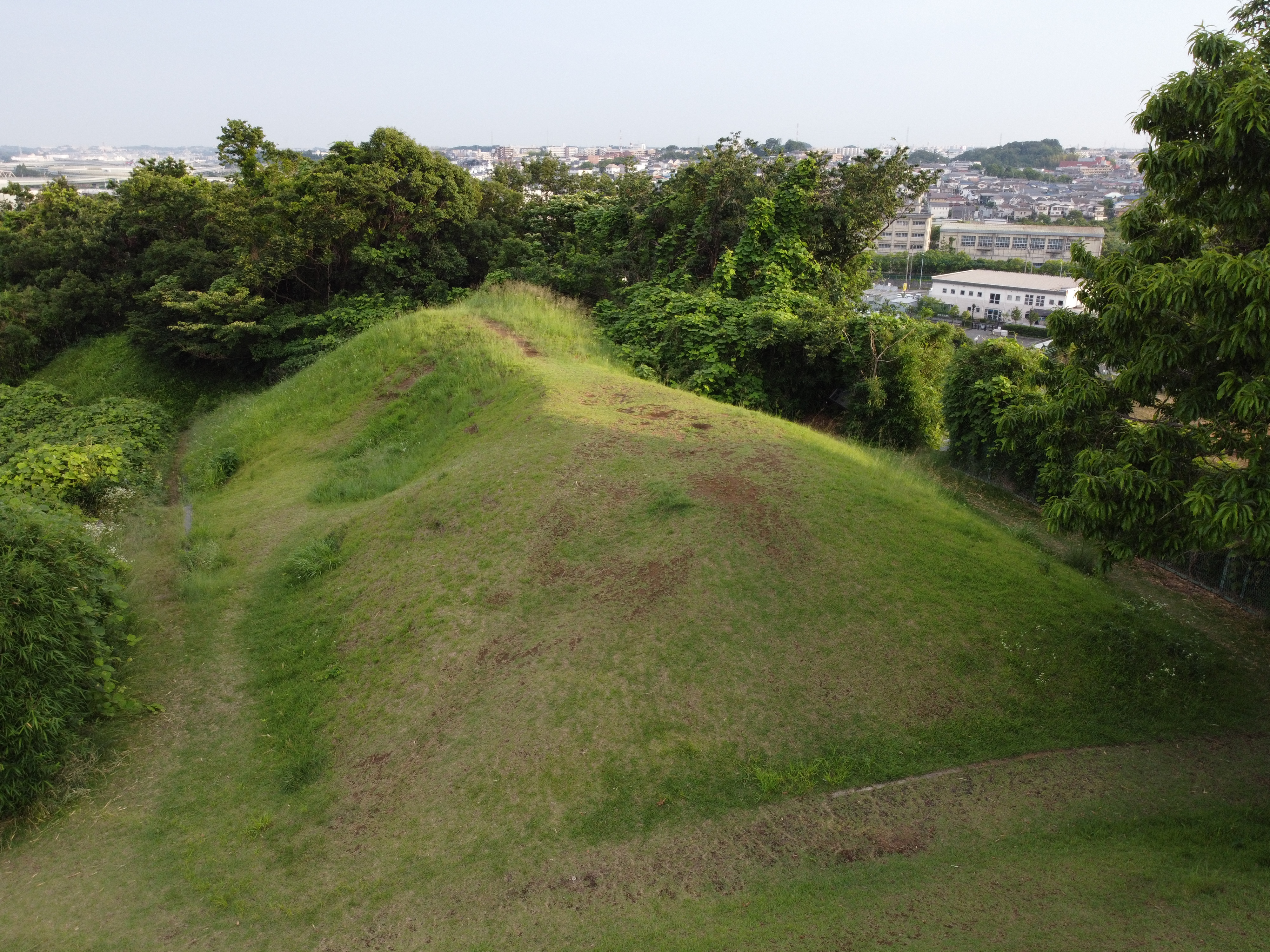
16号墳
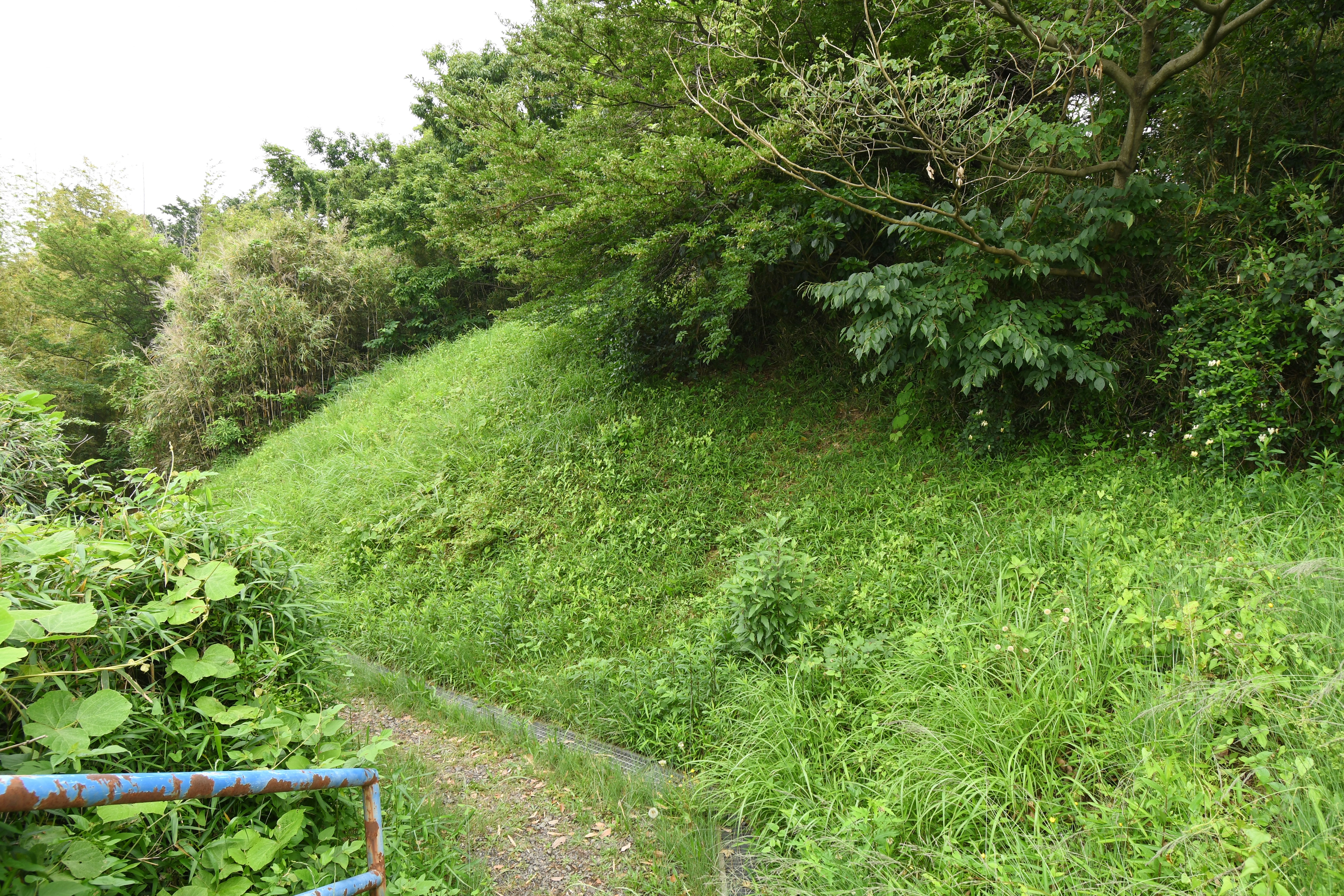
17号墳

|  |  |

|  |  |

|  |  |  |

|  |  |

### 引用文献
- 横浜市緑区「稲荷前古墳群」『横浜緑区史 資料編 第1巻』横浜市、1985年3月31日、61-70頁。 NCID BN09184065。
- 田中, 義昭「第4章 破壊される遺跡、変貌する地域」『開発と考古学:市ヶ尾横穴群・三殿台遺跡・稲荷前古墳群の時代』新泉社、2019年7月15日、285-404頁。ISBN 9784787719096。 NCID BB28625447。

- 横浜市歴史博物館「4.1960年代の発掘」『横浜発掘物語-目で見る発掘の歴史-』公益財団法人横浜市ふるさと歴史財団、1998年3月7日、25-31頁。 NCID BA37874376。

### 関連文献（非引用）
- 横浜市域北部埋蔵文化財調査委員会調査団「稲荷前古墳群の発掘調査:概報」『横浜市域北部埋蔵文化財調査報告書:経過概報』横浜市域北部埋蔵文化財調査委員会、1968年3月31日、34-55頁。 NCID BA91073088。